# 津田一郎
津田 一郎（つだ　いちろう、1953年（昭和28年）6月4日-）は、日本の数理科学者、応用数学者、物理学者、文芸家。北海道大学名誉教授、中部大学名誉教授。
カオス学の確立者。日本における複雑系科学研究の先駆者の一人。脳のダイナミクスに世界的にいち早く着目し、カオス脳理論、脳の解釈学を提唱。大学院生当時、化学反応系にカオスが存在することを経験的ローレンツプロットと一次元時間離散力学系モデルの併用によって世界で初めて実証したことでも知られる。

## 略歴
岡山県出身。大阪大学理学部物理学科卒業、京都大学大学院理学研究科物理学第一専攻博士課程修了、1982年「非線型・非平衡系のカオスと分岐構造」で理学博士（京都大学）。1988年九州工業大学情報工学部知能情報工学科助教授、1993年10月北海道大学理学部数学科教授、1995年同理学研究科教授、2005年10月同電子科学研究所教授、2008年ー2015年北海道大学数学連携研究センターセンター長を兼任、2012年ー2013年北海道大学電子科学研究所・副所長、2015年10月同理学研究院教授、2017年定年退職、中部大学創発学術院教授を経て、2024年札幌市立大学AITセンター特任教授（現職）。北海道大学名誉教授、中部大学名誉教授。日本学術会議第23・24期連携会員。日本数学会、日本物理学会、日本神経科学会、日本神経回路学会、日本生物物理学会、日本応用数理学会、日本文藝家協会、アメリカ科学振興協会(AAAS)、国際産業応用数学会(SIAM)各会員。全日本スキー連盟公認クロスカントリースキー指導員・検定員。

## 研究歴
池田研介、金子邦彦とともにカオス的遍歴概念を共同で提案（1987年-1991年）した事で知られ、カオス的遍歴の発生機構に関する多くの数理モデルを考案した。またカオスに雑音を加えることで秩序状態が出現する雑音誘起秩序（Noise-induced order, 1983年）を松本健司とともに発見した。カオス的遍歴と雑音誘起秩序は数学における多次元非双曲型力学系、ランダム力学系の先駆となる理論構築である。この2つの概念は発表からおよそ30年後の2017年と2018年にイタリアとブラジルの数学者によってその存在が厳密に証明されたことで、ネットなどを中心に注目を集めた（大学ジャーナルでの2018年度のPV数東海地区で第6位）。
また、脳神経科学に非線形数理科学的手法を導入する道を開くことで計算論的神経科学の発展に貢献した。1984年に脳の解釈学に関する論文を世界に先駆けて発表。以降脳のダイナミックな活動並びに情報構造をカオス力学系で解明する研究成果を多数発表し、欧米の学会を中心に高い評価を得ている。脳に関する代表的な業績に、脳の解釈学の他、非平衡神経回路モデルによるカオス的連想記憶の実現、海馬におけるエピソード記憶のカントルコーディング仮説と海馬スライスによる実証、人や動物の思考・推論機構の研究、脳の機能分化の研究、視覚性幻覚の研究などがある。近年、脳の機能分化を解明するための数学手法の開発の中で従来の自己組織化理論を拡張して、拘束条件付き自己組織化理論を提案し注目を集めている。
また従来の還元論的手法では解明が困難である複雑系に対して、実験、理論、解釈、構成の四つ組みによる新しい科学の方法論を提案した。カオス力学系の族の数学構造の抽出法を基盤として、「作ることで解釈し理解する」という構成論的方法論を創始することで複雑系科学研究の先駆をなし、複合・境界型の科学分野の発展に多大の貢献を行っている。    

## 受賞
- 2022年度第11回藤原洋数理科学賞大賞を受賞。授賞理由は「カオス力学を基軸にした複雑系脳科学への先駆的貢献」。
- 2020年度日本神経回路学会学術賞を受賞（特に優秀な研究論文の公刊によって、長年に亘って神経回路学分野の発展に貢献した功績による）
- 2019年度IJCNN 総合講演
- 2013年度ICCN功労賞受賞（国際認知神経力学会（ICCN）の設立、発展に対するその先駆的な研究成果、学術誌の編集、国際会議の組織・運営によって尽力した功績による）
- 2010年度HFSPプログラム賞受賞（ラットにおける熟慮の神経機構に関する国際共同研究によって。海外の研究者4名と共に共同受賞）
- 2007年、第6回ICIAM （4年に一度の国際応用数理学会総会）での総合講演（21人のうちの1人。日本人で2人目）。
- 2000年、第1回SIAM（国際産業応用数学会）環太平洋力学系会議での総合講演（10人のうちの1人。日本人で最初）。

## 著書
- 『カオス的脳観 脳の新しいモデルをめざして』 (サイエンス叢書）サイエンス社 1990
- 『複雑系脳理論 「動的脳観」による脳の理解』 (臨時別冊・数理科学 SGCライブラリ) サイエンス社 2002
- 『ダイナミックな脳 カオス的解釈』 (双書科学/技術のゆくえ) 岩波書店 2002
- 『心はすべて数学である』文藝春秋 2015、文春学藝ライブラリー 2023
- 『脳のなかに数学を見る』 (連携する数学) 共立出版 2016
- 『数学とはどんな学問か? 数学嫌いのための数学入門 (ブルーバックス)』  講談社 2021

### 共著
- 『複雑系のカオス的シナリオ』 (複雑系双書) 金子邦彦共著、朝倉書店 1996
- 『カオス』 (複雑系の科学と現代思想)池田研介・松野孝一郎共著、青土社 1997
- 『K. Kaneko and I. Tsuda, Complex Systems: Chaos and Beyond — A Constructive Approach with Applications in Life Sciences』 Springer-Verlag Berlin, Heidelberg, New York, 2001
- 『初めて語られた　科学と生命と言語の秘密』松岡正剛共著、文春新書 2023 ISBN 978-4-16-661430-1

### 翻訳
- K.T.アリグッド, T.D.サウアー, J.A.ヨーク『カオス 力学系入門』全3巻　監訳, 星野高志, 阿部巨仁, 黒田拓, 松本和宏訳 シュプリンガー・ジャパン 2006-07
- ロバート・ショウ『水滴系のカオス』佐藤讓共訳 岩波書店 2006

## その他

### ドキュメンタリー
- こころの時代「心とは何か 脳科学が解き明かすブッダの世界観」（2023年5月5日、NHK Eテレ）[29]